# Gefrees
Gefrees é um município da Alemanha, localizado no distrito Bayreuth, no estado de Baviera.